# Hume Cronyn

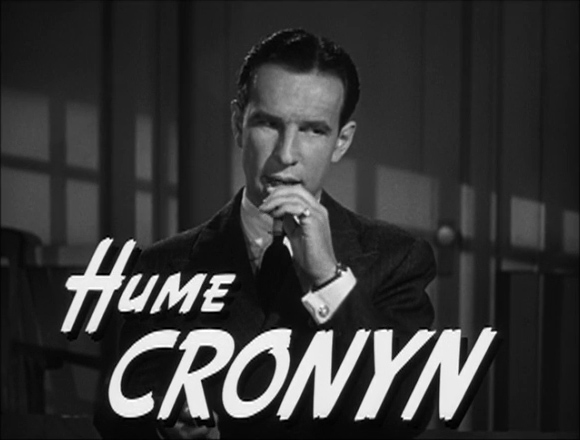
Hume Cronyn (1946)

Hume Blake Cronyn jr. (London, 18 juli 1911 - Fairfield, 15 juni 2003) was een Canadees acteur. Hij werd in 1945 genomineerd voor een Academy Award voor zijn bijrol in The Seventh Cross. Zes andere filmprijzen werden hem toegekend, waaronder Emmy Awards voor de televisiefilms Age-Old Friends (1990), Broadway Bound (1992) en To Dance with the White Dog (1994). Cronyn won een Tony Award in 1964 voor het spelen van Polonius in het toneelstuk Hamlet. In 1994 kreeg hij er nog een, maar dan een speciale lifetime achievement-Tony die hem samen met toenmalig echtgenote Jessica Tandy toekwam.
Cronyn maakte in 1943 zijn film- en acteerdebuut als Herbie Hawkins in Shadow of a Doubt. Uiteindelijk had hij rollen in 39 filmtitels, 59 inclusief televisiefilms. Daarvan speelde hij er in elf samen met echtgenote Tandy (waarvan vier keer in televisiefilms).

## Privéleven
Cronyns eerste huwelijk met Emily Woodruff duurde van 1934 tot en met 1936. Zes jaar later hertrouwde hij met de Engels-Amerikaanse actrice Jessica Tandy, met wie hij tot haar dood in 1994 samenbleef. Hij trouwde voor de derde en laatste keer in 1996 met de eveneens Engelse scenarioschrijfster Susan Cooper. Hun huwelijk kwam ten einde toen zijn dood hun scheidde.
Cronyn kreeg samen met Tandy in 1943 zoon Christopher en twee jaar later dochter Tandy. Laatstgenoemde had als actrice bijrolletjes in verschillende films, maar kon wat betreft succes niet in de voetsporen van haar ouders treden.

## Filmografie
*Exclusief twintig televisiefilms
| - Angel Passing (1998) - Marvin's Room (1996) - Camilla (1994) - The Pelican Brief (1993) - Cocoon: The Return (1988) - *batteries not included (1987) - Cocoon (1985) - Brewster's Millions (1985) - Impulse (1984) - The World According to Garp (1982) - Rollover (1981) - Honky Tonk Freeway (1981) - The Parallax View (1974) - Conrack (1974) - There Was a Crooked Man... (1970) - Gaily, Gaily (1969) - The Arrangement (1969) - Hamlet (1964) - Cleopatra (1963) - Sunrise at Campobello (1960) | - Crowded Paradise (1956) - People Will Talk (1951) - Top o' the Morning (1949) - The Bride Goes Wild (1948) - Brute Force (1947) - The Beginning or the End (1947) - The Secret Heart (1946, stem) - The Postman Always Rings Twice (1946) - The Green Years (1946) - A Letter for Evie (1946) - The Sailor Takes a Wife (1945) - Ziegfeld Follies (1946) - Main Street After Dark (1945) - Blonde Fever (1944) - The Seventh Cross (1944) - Lifeboat (1944) - The Cross of Lorraine (1943) - Phantom of the Opera (1943) - Shadow of a Doubt (1943) |

- Biblioteca Nacional de España: XX1649719
- Bibliothèque nationale de France: cb13931084v (data)
- Gemeinsame Normdatei: 119041812
- International Standard Name Identifier: 0000 0000 7367 0348
- Library of Congress Control Number: n84215002
- Nationale Bibliotheek van Letland: 000005214
- Nationale Bibliotheek van Tsjechië: xx0156405
- Nationale Bibliotheek van Israël: 987007280064305171
- Nederlandse Thesaurus van Auteursnamen: 100902359
- SNAC: w6qc2wd1
- Système universitaire de documentation: 061584428
- Virtual International Authority File: 74040362
- WorldCat: E39PBJmHFWpP4Dq3dYqxgqJqwC